# Маматов, Павел Дмитриевич
Павел Дмитриевич Маматов (род. 23 апреля 1948, Щурово, Московская область) — 3-й мэр города Рязани (1996—2004), член КПРФ.

## Биография
Родился 23 апреля 1948 года в городе Щурово (ныне — в составе Коломны) в многодетной семье русских потомственных речников. Детство и юность были связаны с рязанскими и подмосковными речными портами.
Трудовой путь начал в 1965 году слесарем-инструментальщиком на Рязанском приборном заводе. Затем был повышен в должности до заместителя начальника цеха, позднее — до начальника отдела.
В 1971 году демобилизовался из Советской Армии и вернулся на родной завод.
В 1979 году окончил Всесоюзный заочный политехнический институт по специальности «инженер-механик», в 1990 — Высшую партийную школу при ЦК КПСС.

## Политическая карьера
В 1985 был назначен на должность начальника партийного комитета Рязанском приборном заводе, а также первого секретаря Советского районного комитета КПСС.
В 1990—1993 годах — председатель Советского районного Совета народных депутатов.
В апреле 1996 года был избран депутатом Рязанского городского Совета, а позднее — председателем.
8 декабря 1996 года победил на выборах мэра города Рязани. 25 марта 2001 года закрепил успех и был переизбран на второй срок, оставаясь в должности до 2005 года.
В 2004 году баллотировался на пост губернатора Рязанской области, набрал 10,66 % голосов.
В 2006 году осуждён Советским судом города Рязани по статье 285 УК РФ «Злоупотребление должностными полномочиями» к двум годам лишения свободы условно.